# T14 teški tenk
T14 teški tenk bio je zajednički projekt SAD-a i Velike Britanije. Bio je zamišljen kao tenk kojeg bi proizvodile i koristile obje države. Tako je 1941. osmišljen razvoj tenka koji bi po performansama (oklop, naoružanje i pokretljivost) bio bolji od tada britanskog najjačeg tenka Churchill. 